# Liste der Bodendenkmale in Scheggerott
In der Liste der Bodendenkmale in Scheggerott sind die Bodendenkmale der Gemeinde Scheggerott nach dem Stand der Bodendenkmalliste des Archäologischen Landesamts Schleswig-Holstein von 2016 aufgelistet. Die Baudenkmale sind in der Liste der Kulturdenkmale in Scheggerott aufgeführt.
| Denkmal-ID           | Befundart           | Bezeichnung                 | Zeitstellung                 | Lage | Bemerkungen | Bild |
| -------------------- | ------------------- | --------------------------- | ---------------------------- | ---- | ----------- | ---- |
| aKD-ALSH-Nr. 003 865 | Grabmal > Grabhügel | Grabhügel                   | Vor- und/oder Frühgeschichte |      |             |      |
| aKD-ALSH-Nr. 003 866 | Grabmal > Grabhügel | Grabhügel                   | Vor- und/oder Frühgeschichte |      |             |      |
| aKD-ALSH-Nr. 003 867 | Grabmal > Grabhügel | Grabhügel Gehölz „Rundholz“ | Vor- und/oder Frühgeschichte |      |             |      |
| aKD-ALSH-Nr. 003 868 | Grabmal > Grabhügel | Grabhügel Gehölz „Rundholz“ | Vor- und/oder Frühgeschichte |      |             |      |
| aKD-ALSH-Nr. 003 869 | Grabmal > Grabhügel | Grabhügel Gehölz „Rundholz“ | Vor- und/oder Frühgeschichte |      |             |      |
| aKD-ALSH-Nr. 003 870 | Grabmal > Grabhügel | Grabhügel Gehölz „Rundholz“ | Vor- und/oder Frühgeschichte |      |             |      |
| aKD-ALSH-Nr. 003 871 | Grabmal > Grabhügel | Grabhügel Gehölz „Rundholz“ | Vor- und/oder Frühgeschichte |      |             |      |
| aKD-ALSH-Nr. 003 872 | Grabmal > Grabhügel | Grabhügel Gehölz „Rundholz“ | Vor- und/oder Frühgeschichte |      |             |      |
| aKD-ALSH-Nr. 003 873 | Grabmal > Grabhügel | Grabhügel Gehölz „Rundholz“ | Vor- und/oder Frühgeschichte |      |             |      |
| aKD-ALSH-Nr. 003 874 | Grabmal > Grabhügel | Grabhügel Gehölz „Rundholz“ | Vor- und/oder Frühgeschichte |      |             |      |
| aKD-ALSH-Nr. 003 875 | Grabmal > Grabhügel | Grabhügel Gehölz „Rundholz“ | Vor- und/oder Frühgeschichte |      |             |      |